# Túrterebes község
Túrterebes község (románul: Comuna Turulung) község Szatmár megyében, Romániában. Központja Túrterebes, beosztott falvai Túrterebesi szőllőhegy, Túrterebestelep.

## Népessége
A 2011-es népszámlálás adatai alapján a község népessége 3680 fő volt.